# Save (Manica)
Save é a povoação sede do posto administrativo de Save, localizado a sul do distrito de Machaze, província de Manica, Moçambique. Contém quatro localidades: Save, Mavende, Sambassoca e Mevissanga.